# Université de Kaziranga
L'université de Kaziranga (anglais : The Assam Kaziranga University) est une université privée située dans la ville de Jorhat, dans l'État de l'Assam en Inde,,,,,.

## Organisation
L'université offre des filières de formation en ingénierie, management, informatique et recherche fondamentale.
Elle est constituée de quatre instituts :
- École de Business (School of Business),
- École d'ingénierie et de technologie (School of Engineering and Technology),
- École de sciences fondamentales (School of Basic Sciences),
- École d'informatique (School of Computing Sciences).

## Partenariats
L'université a signé un Mémorandum d'entente avec l'université de Plymouth,, et avec l'université métropolitaine de Cardiff (en) (CMU),.
Chaque année des étudiants du MBA participent à un programme d'immersion globale à l'université de technologie de Nanyang et pendant un mois au programme d'immersion national du Great Lakes Institute of Management (en).